# 松平光年
松平 光年（まつだいら みつつら）は、信濃松本藩の第7代藩主。戸田松平家12代。正親町三条実愛は外孫にあたる。

## 生涯
天明元年（1781年）、信濃松本藩5代藩主・松平光悌の長男として生まれる。父が死去した時は幼少だったため、分家の5000石旗本戸田家から光行が養子となり家督を相続した。寛政6年（1794年）2月24日、光行の養子となる。同年4月1日、徳川家斉に初御目見する。同年12月16日、従五位下・河内守に叙任する。寛政12年（1800年）2月23日、光行の隠居により家督を相続した。
文化14年（1817年）9月10日、奏者番に就任する。文政11年12月12日（1829年）、寺社奉行加役を命じられ従四位下となる。天保5年（1834年）、将軍徳川家斉より松を下賜され、松本城内に植える。天保8年（1837年）、松本で没し、戸田家廟に埋葬された。跡を先代・光行の三男で自身の甥に当たる養子の光庸が継いだ。
文化10年（1813年）と文政2年（1820年）に相次いで、伊那郡の幕府領計8000石を預地として加増された。

## 系譜
父母
- 松平光悌（実父）
- 梶原氏 ー 側室（実母）
- 松平光行（養父）

正室、継室
- 辰 ー 戸田氏教の娘（正室）
- 寿美 ー 蜂須賀重喜の娘（継室）

側室
- 萩原氏
- 中村氏
- 保谷氏

子女
- 松平光領（四男）
- 松姫 ー 正親町三条実義室

養子
- 松平光庸 ー 松平光行の三男